# Phyllanthus polyspermus
Phyllanthus polyspermus är en emblikaväxtart som först beskrevs av Jean Louis Marie Poiret, och fick sitt nu gällande namn av Heinrich Christian Friedrich Schumacher och Peter Thonning. Phyllanthus polyspermus ingår i släktet Phyllanthus och familjen emblikaväxter. Inga underarter finns listade i Catalogue of Life.